# Хюмалайченйоки
Хюмалайченйоки (Хумалайчен-йоки) — река в России, протекает в Приозерском районе Ленинградской области. Относится к бассейну реки Вуоксы.

## География
Река представляет собой протоку, соединяющую озёра Любимовское и Балахановское, и является одним из стоков большой системы озёр Карельского перешейка в Вуоксу. Начинается в юго-восточном конце Любимовского озера, около деревни Снегирёво, и течёт на юго-восток. Других населённых пунктов на реке нет. Впадает в заболоченный залив Балахановского озера, иногда называемый Тростниковое озеро, в 4 км к северо-западу от деревни Стрельцы.
Длина реки составляет 15 км.

## Данные водного реестра
По данным государственного водного реестра России относится к Балтийскому бассейновому округу, водохозяйственный участок реки — Водные объекты бассейна Ладожского озера без рек Волхов, Свирь и Сясь, речной подбассейн реки — Нева и реки бассейна Ладожского озера (без подбассейна Свирь и Волхов, российская часть бассейнов). Относится к речному бассейну реки Нева (включая бассейны рек Онежского и Ладожского озера).
Код объекта в государственном водном реестре — 01040300212102000009201.